# 张如心

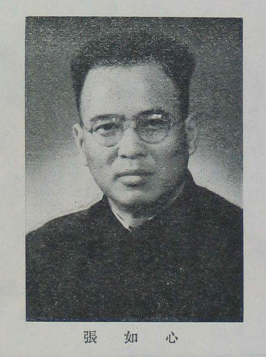

张如心（1908年—1976年1月），原名恕安，广东兴宁人，中华人民共和国政治人物。

## 生平
张如心是广东省兴宁市叶南镇人。毕业于兴民学堂，后到苏联莫斯科中山大学学习，1929年回国到上海。1931年，参加中国工农红军，曾任《红军报》主编，随后参加长征。之后进入抗日军政大学、延安大学工作，任华北联合大学教务长、《北方文化》副主编、东北大学校长。1950年，担任东北师范大学校长。1953年，担任中共中央党校任党史教研室主任。后任中国科学院哲学社会科学学部委员。文革中遭受迫害。